# إيفان راسموسن
إيفان راسموسن هو لاعب كرة قدم أسترالية روسي، ولد في 23 يوليو 1952.

## وصلات خارجية
- إيفان راسموسن على موقع AustralianFootball.com (الإنجليزية)
- إيفان راسموسن على موقع AFLtables.com (الإنجليزية)